# Reining
Il reining è una disciplina dell'equitazione americana. Letteralmente tradotto significa "lavorare di redini": trae le sue origini dal lavoro con il bestiame svolto dai cowboy che utilizzavano i cavalli per radunare, muovere e contenere le mandrie di bovini nelle vaste praterie. I cavalli dovevano essere agili, atletici, docili e veloci e dovevano rispondere repentinamente ai comandi impartiti dai cavalieri tramite le redini.
Con il passare degli anni i cowboy, orgogliosi dei loro cavalli ben addestrati e pronti al lavoro, iniziarono a cimentarsi in competizioni che consistevano in una serie di manovre, tra cui sliding stop e giravolte (spin). Queste esibizioni costituirono le fondamenta dello sport omonimo.
Il Reining è oggi una disciplina equestre che ha una posizione di rilievo nell'ambito dell'equitazione internazionale: nelle arene di tutto il mondo si svolgono gare di Reining e centinaia di cavalli e cavalieri, di ogni livello tecnico, hanno modo di esibirsi e dare dimostrazione della propria abilità.
Durante le competizioni giudici qualificati sono preposti alla determinazione del punteggio ed emettono il loro verdetto basandosi su regole stabilite, con le quali valutano l'esecuzione dei percorsi, o pattern, che sono 13 di cui 2 dedicati alle classi Youth 10 e Short Stirrup. I pattern non sono altro che percorsi in cui vengono ripetute le medesime manovre in successioni diverse. Le manovre fondamentali sono: 
- cerchi a diverse velocità e grandezze
- spin (rotazione di 360° facendo perno sulle zampe posteriori)
- cambi di galoppo
- sliding stop (arresto)
- rollback (dietro front al galoppo).
- back (retromarce)

## Origini
Nel corso della storia delle Americhe, a partire dai primi coloni spagnoli in quello che oggi è il Messico e gli Stati Uniti sudoccidentali, tra cui Texas e California, i proprietari di ranch avevano bisogno di gestire il bestiame a cavallo. Il bestiame veniva spostato, marchiato, curato, smistato e radunato, spesso in libertà senza l'ausilio di recinti, fienili o altri mezzi per tenere gli animali. Un buon cowboy aveva bisogno di un cavallo veloce e agile, che potesse cambiare direzione rapidamente, fermarsi "su due piedi" e scattare dietro a una mucca che si distaccava dal resto della mandria o fuggiva. Il cavallo doveva essere controllato principalmente dalle gambe e dal peso, cavalcato con una sola mano e un leggero tocco sulle redini, in modo che l'attenzione del cowboy potesse anche essere rivolta a compiti che potevano includere la gestione di un lazo (per legare il bestiame), l'apertura di un cancello o semplicemente agitare una mano, un cappello o una corda per muoversi lungo un animale da mandria riluttante. Le dimostrazioni informali di queste caratteristiche ideali tra i cowboy e i vaqueros dei ranch si sono evolute nello sport del reining, nonché negli eventi correlati del cutting e del working cow horse (un tipo di competizione di equitazione occidentale in cui cavallo e cavaliere vengono testati per la capacità di gestire il bestiame), nonché in numerose altre classi di spettacoli equestri.
Altre nazioni con tradizioni legate all'allevamento del bestiame su vaste aree, come l'Australia e l'Argentina, hanno sviluppato tradizioni simili che si sono fuse con questo sport man mano che si diffondeva in tutto il mondo.

## Punteggio
Il punteggio è basato su 70 ed è un punteggio medio per un cavallo che non ha commesso errori ma che non ha eseguito manovre con un livello di difficoltà più elevato. I punti per ogni manovra vengono aggiunti o sottratti di 1⁄2 -, 1- e 11⁄2 per ciascuna delle 7-8 manovre nello schema designato come segue:
- - 11⁄2 per un'esecuzione estremamente scadente
- -1 per molto scadente
- − 1⁄2 per scadente
- 0 per un'esecuzione corretta senza alcun grado di difficoltà
- + 1⁄2 per buona esecuzione
- +1 per molto buona
- + 11⁄2 per eccellente

Ogni parte del pattern viene giudicata in base a precisione, fluidità e finezza. Viene valutato anche il "grado di difficoltà" per ogni manovra, in genere correlato a velocità e agilità. Una maggiore velocità aumenta la difficoltà della maggior parte dei movimenti e il potenziale per un punteggio elevato. Ad esempio, uno spin veloce eseguito alla perfezione otterrà un punteggio più alto di uno lento eseguito alla perfezione. Un punteggio inferiore a 70 riflette detrazioni per movimenti eseguiti male o penalità, un punteggio superiore a 70 riflette che alcuni o tutti i movimenti erano al di sopra della media.
Oltre ai punteggi per ogni manovra, può essere valutata una grande varietà di penalità per infrazioni specifiche. Le penalità possono variare da mezzo punto a cinque punti per ogni infrazione e in alcuni casi un errore significativo può comportare un punteggio pari a zero per la corsa. Certi comportamenti scorretti possono comportare punti di penalità oltre a un punteggio basso per una determinata manovra. Errori significativi, come uscire dal modello o utilizzare attrezzature illegali, comporteranno un "punteggio pari a zero". Secondo le regole NRHA, i cavalli con un punteggio pari a zero non possono guadagnare un piazzamento o avanzare in un evento multi-go, sebbene possano avere diritto a un premio se c'è un piccolo numero di cavalli nell'intera competizione. Alcune organizzazioni di sanzionamento diverse dalla NRHA possono consentire a un cavallo in una piccola classe di guadagnare un premio per l'ultimo posto. Errori gravi, come la mancata presentazione del cavallo per un controllo dell'attrezzatura, un cavaliere con attrezzature illegali o uno che maltratta l'animale in modi specifici, comportano un "no score", che impedisce al cavallo di guadagnare qualsiasi premio o pagamento, anche se è l'unico cavallo nella classe.

## Il cavallo

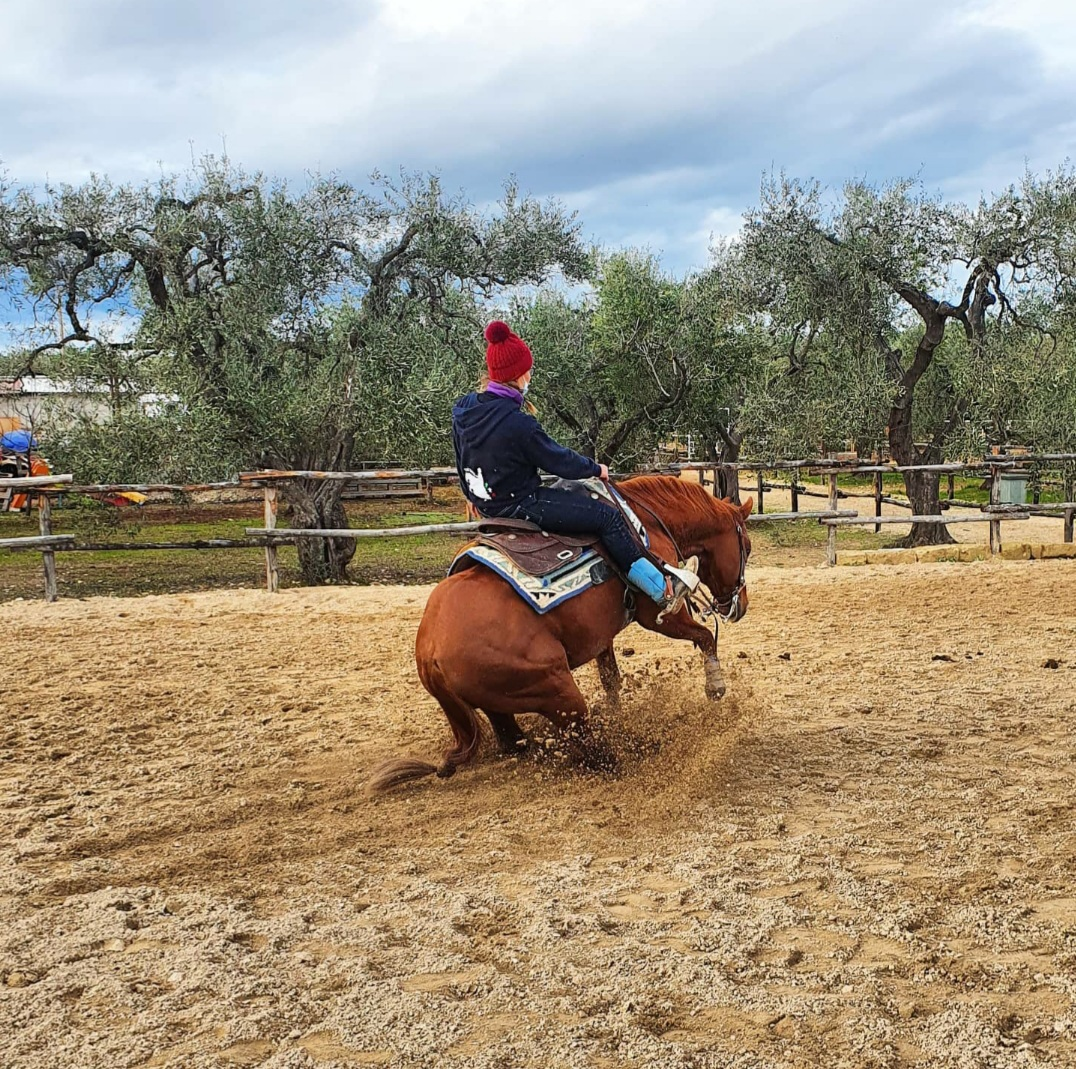
Sliding Stop

Il reining può essere eseguito da qualsiasi cavallo, ma le razze di cavalli Stock, in particolare il Quarter Horse americano, dominano il campo. Il cavallo da reining deve essere agile, veloce e molto reattivo ai comandi del cavaliere. Sono richiesti quarti posteriori potenti per mantenere la posizione in uno sliding stop o in un rollback (il cavallo esegue immediatamente, senza esitazione, una svolta di 180 gradi dopo essersi fermato da uno sliding stop, e subito dopo va di nuovo avanti in un galoppo), è richiesta un'eccellente coordinazione per gli spin corretti e i cambi di galoppo al volo. La corretta conformazione delle gambe è essenziale, poiché gli arti e le articolazioni sono spesso sottoposti a notevole stress in competizione. Il cavallo deve anche avere un temperamento eccellente per esibirsi sia con velocità che con precisione.

## Attrezzatura e abbigliamento
I cavalieri devono usare una sella western. Gli speroni sono ammessi, ma le fruste no. Le briglie sono in stile western, senza una fascia nasale o cavesson (la parte della briglia di un cavallo che circonda il naso e la mascella). L'hackamore (un tipo d'imboccatura senza morso) in stile bosal (un tipo di fascia nasale utilizzata sul classico hackamore della tradizione vaquero) è consentito anche sui cavalli "junior". Ci sono regole molto severe sui tipi di morsi e bosal legali.
Per protezione, i cavalli di solito indossano stinchiere steccate sui cannoni delle zampe (ossia sulla parte del grande metacarpo) anteriori inferiori e stinchiere antiscivolo sui nodelli posteriori. Le stinchiere a campana, che avvolgono il pastorale (la zona tra la corona ed il nodello) e proteggono lo zoccolo e la fascia coronaria, sono di solito viste, a volte solo sulle zampe anteriori, altre volte su tutte e quattro le zampe. Le fasce polo sono un'altra forma di protezione che viene utilizzata, questo aiuta a dare supporto ai tendini e ai legamenti e previene lividi e irritazioni. Questi possono essere utilizzati su tutte e quattro le zampe ma se avvolti in modo improprio possono causare danni.
I cavalli da reining sono solitamente dotati di speciali ferri di cavallo sulle zampe posteriori chiamati piastre scorrevoli. Esse hanno barre di acciaio più larghe e sono più lisce dei normali ferri di cavallo, con persino le teste dei chiodi limate per essere a filo con il ferro. Quando il cavallo pianta le zampe posteriori per uno sliding stop, i ferri consentono ad esse di scivolare lungo il terreno con meno resistenza. Le piastre scorrevoli hanno spesso lunghi rimorchi per aiutare le zampe posteriori del cavallo a scivolare in un percorso rettilineo e una punta arrotolata in modo che la parte anteriore dello zoccolo non tocchi accidentalmente il terreno.
I cavalieri devono indossare una maglietta a maniche lunghe, jeans e stivali da cowboy. Nella maggior parte delle competizioni, indossano anche dei gambali. I guanti sono facoltativi. Storicamente c'è stata meno differenza tra l'abbigliamento maschile e quello femminile nel reining rispetto alla maggior parte degli eventi western, sebbene l'abbigliamento femminile sia maggiormente influenzato dalle tendenze della moda delle competizioni western di piacere, e quindi le donne a volte indossano colori più vivaci e sono più inclini ad aggiungere una giacca o un gilet decorato, anche se di solito non così appariscente come in altri eventi di spettacoli equestri. Indossare un casco equestre certificato è consentito da alcune organizzazioni, anche se non comunemente utilizzato. 
I cavalli nella maggior parte dei tipi di competizione di reining sono tenuti a esibirsi con un morso a cordolo. Nella maggior parte dei casi, i cavalieri con un cavallo in un morso a cordolo devono dare tutti i comandi di redine con una sola mano. 
I cavalieri possono usare entrambe le mani quando un cavallo è cavalcato con un filetto o un bosal hackamore. Tuttavia, filetti e hackamore cavalcati con entrambe le mani sono solitamente limitati solo a classi speciali per cavalli di età compresa tra tre e cinque anni. La maggior parte delle volte, ad eccezione delle classi "freestyle", i cavalli con filetto e hackamore non competono direttamente contro i cavalli con morso a cordolo, sebbene i dettagli specifici varino a seconda della particolare organizzazione sanzionatoria. Negli ultimi trent'anni, il filetto è il copricapo più comune utilizzato sui cavalli più giovani, ma in passato, l'hackamore era più comune. Alcune competizioni locali o regionali offrono una divisione "cavallo principiante" non sanzionata in cui i cavalli di qualsiasi età che hanno un'esperienza limitata come cavalli da reining possono essere cavalcati a due mani in un filetto.
A volte le classi di reining alle esposizioni di razza sono divise in divisioni "junior horse" e "senior horse". A seconda della razza, i cavalli junior hanno 3, 4 o 5 anni e possono esibirsi con un filetto o un bosal. I cavalli senior che escono dalle divisioni junior horse all'età di sei anni devono essere esibiti con un cordolo. Le regole sono cambiate nel corso degli anni per ridurre lo stress sui cavalli giovani. Un tempo le divisioni junior horse erano limitate ai cavalli che avevano solo 3 e, a volte, 4 anni. L'espansione all'età di cinque anni è parallela agli standard stabiliti dalla FEI e nelle competizioni di endurance, riconoscendo che lo sviluppo fisico e mentale della maggior parte dei cavalli giovani non è considerato completo fino a quel momento. Inoltre, sebbene molte razze di cavalli western vengano avviate alla sella all'età di due anni, generalmente non sono fisicamente o mentalmente pronte per essere iscritte a nessun tipo di competizione di reining a quell'età e in alcuni casi è loro vietato partecipare a qualsiasi classe di performance fino ad almeno due anni e mezzo. Sia la NRHA che molte associazioni di razza offrono futurities con filetto, solitamente per cavalli di tre anni.

## Competizione di reining
Il reining come sport è stato riconosciuto per la prima volta dall'American Quarter Horse Association (AQHA) nel 1949, e in seguito dalla United States Equestrian Federation (USEF) nella sua divisione occidentale e in alcune delle sue divisioni di razza. La National Reining Horse Association (NRHA) è stata fondata nel 1966 negli Stati Uniti e ha sviluppato un'adesione mondiale, nonché regole e modelli standardizzati che hanno influenzato in modo significativo altre organizzazioni, tra cui l'AQHA e l'USEF. Lo sport del reining è diventato una disciplina riconosciuta dalla FEI nel 2000 e le competizioni di reining sanzionate dalla FEI si tengono in tutto il mondo, inclusi i World Equestrian Games. Nel 2011, è stata fondata USA Reining per fungere da affiliato sportivo di reining per la struttura di competizione USEF e FEI negli Stati Uniti.
Le singole divisioni in una competizione di reining variano a seconda dell'organizzazione che le sanziona. Tuttavia, le classi standard includono quelle limitate a cavalli junior o senior, a cavalli di una specifica età (come i tre anni), classi per cavalieri professionisti, "non professionisti" o dilettanti (coloro che non lavorano con i cavalli a pagamento), cavalieri giovani di varie età, cavalieri adulti di età superiore ai 40 o 50 anni, nonché eventi aperti a tutti i concorrenti. Le classi possono anche essere limitate dal livello di esperienza del cavallo o del cavaliere.

### Nazionale
Nelle singole nazioni in cui si tengono le competizioni di reining, le organizzazioni nazionali solitamente supervisionano lo sport. Le classi di reining possono essere tenute in una competizione autonoma solo per i reiner (i partecipanti alle gare di reining), o come una categoria all'interno di molte classi diverse offerte in uno spettacolo equestre. Ad esempio, negli Stati Uniti, la National Reining Horse Association (NRHA) crea modelli e sviluppa standard di giudizio, sanzionando eventi aperti a tutte le razze. Tuttavia, la United States Equestrian Federation (USEF) e la sua affiliata disciplina di reining, USA Reining, sono le organizzazioni nazionali che supervisionano la FEI e le competizioni ad alte prestazioni negli Stati Uniti, ma lavorano anche con la NRHA nelle competizioni di reining aperte non FEI sanzionate dalla USEF, e nelle competizioni di reining di razze di cavalli individuali governate dalla USEF, come Morgans o Arabians. Anche le organizzazioni di razza che sanzionano i propri spettacoli, tra cui quelli per i Quarter Horses (AQHA), gli Appaloosa (ApHC), e gli American Paint Horses (APHA), collaborano con la NRHA.

### Internazionale
Le competizioni internazionali sono regolamentate dalla Fédération équestre internationale (FEI). Il reining sta diventando sempre più popolare in tutto il mondo, tra cui in Europa e in Australia. È stato aggiunto come parte dei Campionati mondiali di equitazione, a partire dal 2002.

### Freestyle
Il freestyle reining consente a un team di cavalli e cavalieri di incorporare movimenti di reining in una routine musicale di tre minuti e mezzo, simile alla competizione KUR Freestyle in Dressage, ma con elementi che ricordano gli eventi freestyle nelle competizioni umane come il pattinaggio di figura. Secondo le regole NRHA, i costumi sono consentiti, anche se non obbligatori; i cavalieri possono cavalcare con una, due o anche nessuna mano su qualsiasi tipo di morso approvato dalla NRHA; sono consentiti oggetti di scena, entro certi limiti; e la direzione dello spettacolo può consentire un'illuminazione speciale dell'arena. Le competizioni di freestyle reining non hanno regole specifiche per quanto riguarda la sella, anche se è richiesta un'attrezzatura umana. Consentire l'esibizione "senza mani" significa che alcuni concorrenti possono esibirsi senza briglia, il che aumenta la difficoltà dei movimenti. Il cavaliere deve includere un numero specifico di giri, arresti e cambi di galoppo volanti in un'esibizione. Rollback, rein back (un termine del dressage per indicare il movimento a due tempi in cui si chiede a un cavallo di fare retromarcia) e manovre di tipo dressage come l'half-pass (un movimento laterale visto nel dressage, in cui il cavallo si muove in avanti e di lato allo stesso tempo) possono essere aggiunti e valutati. I concorrenti vengono giudicati in base al merito tecnico e all'impressione artistica. In alcune competizioni, viene aggiunto un misuratore di applausi che può contribuire alla parte dell'impressione artistica della partitura. 
Livello collegiale
L'equitazione è uno sport di Divisione 1 e Divisione 3 riconosciuto dalla NCAA. Le squadre mono-disciplinari sono nella Divisione 3 e competono solo nella disciplina inglese, mentre le squadre della Divisione I sono composte da discipline inglesi e western, che includono reining, horsemanship, flat e jumping.

## Attrezzatura di reining: galleria d'immagini

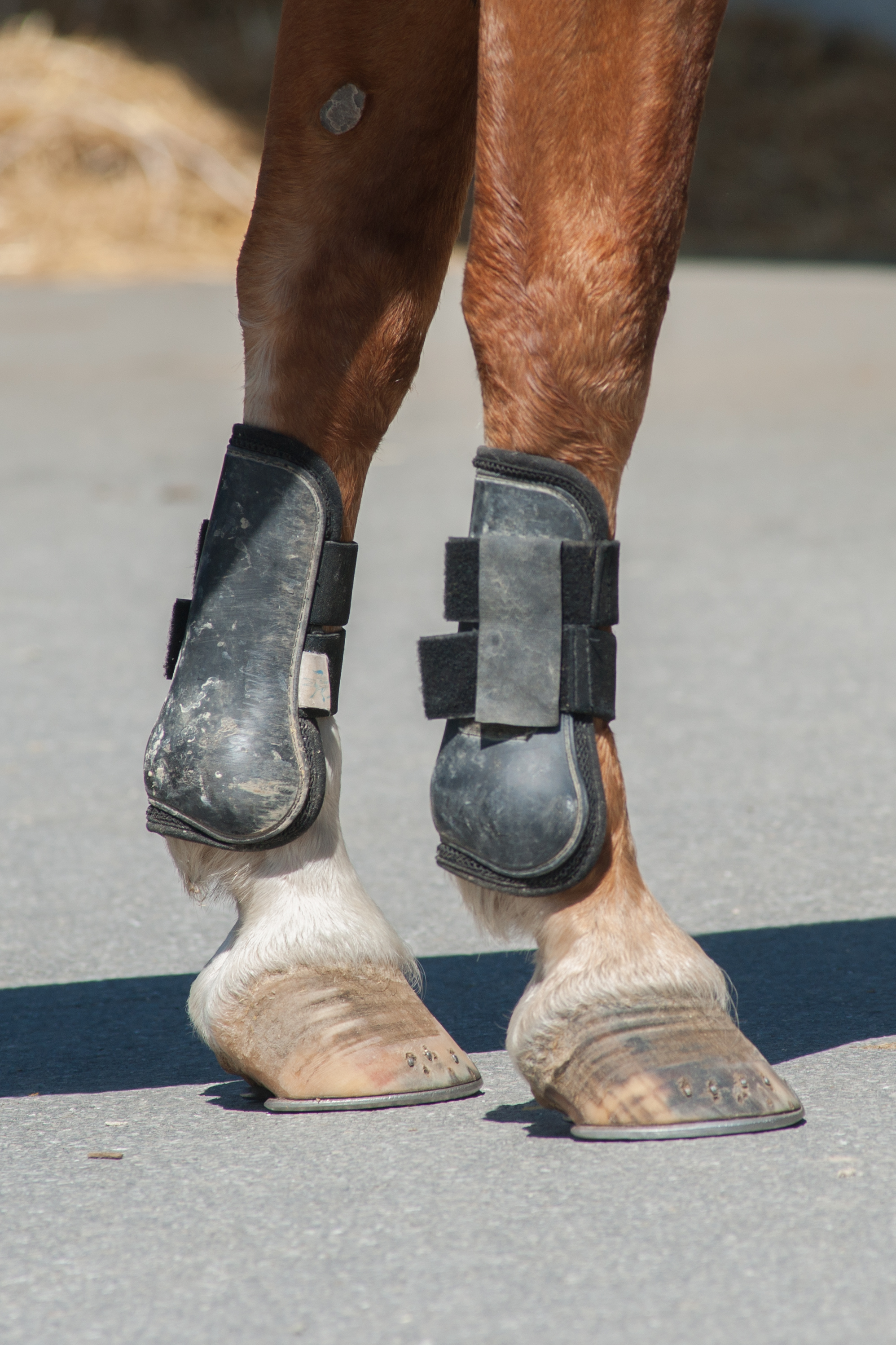
Stinchiere steccate sulle zampe anteriori
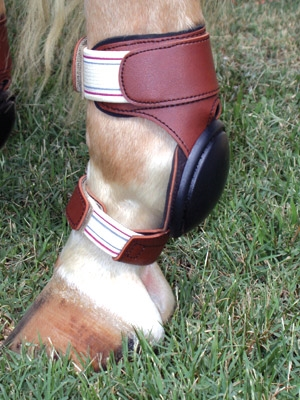
Stinchiere antiscivolo con cuscino protettivo nero
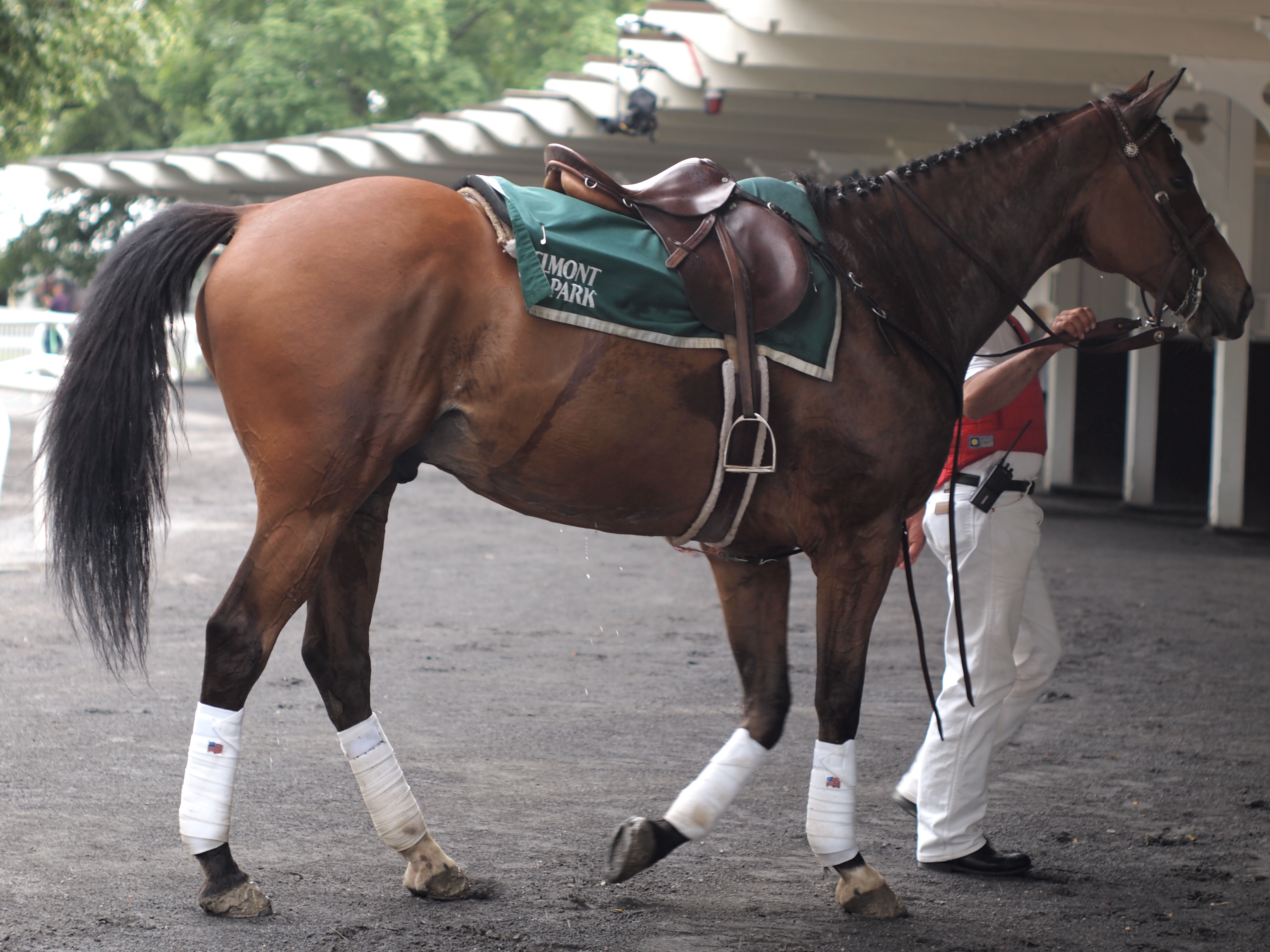
Un cavallo che indossa una fascia polo bianca
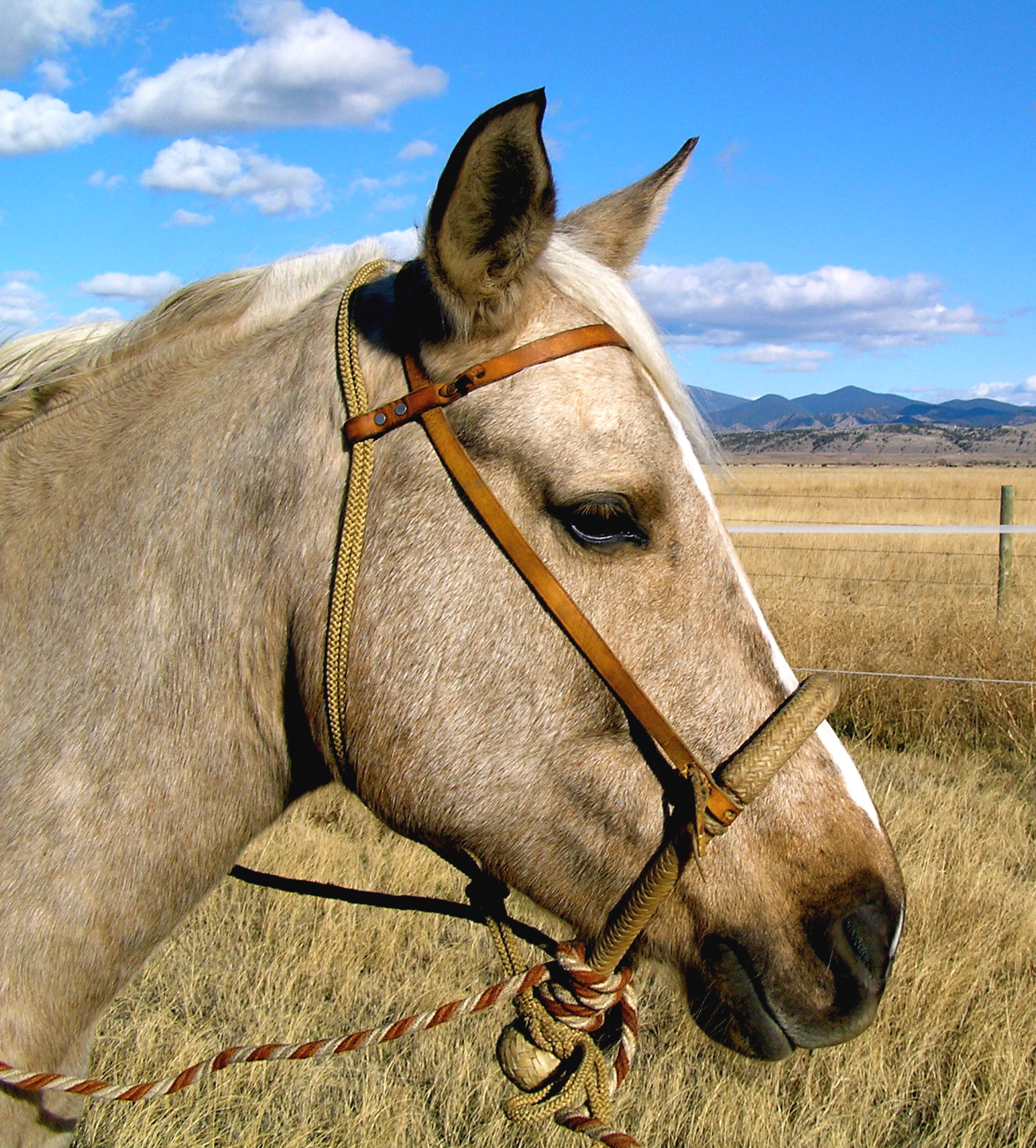
Un cavallo che indossa un bosal hackamore con un fiador (un nodo sul sottogola)
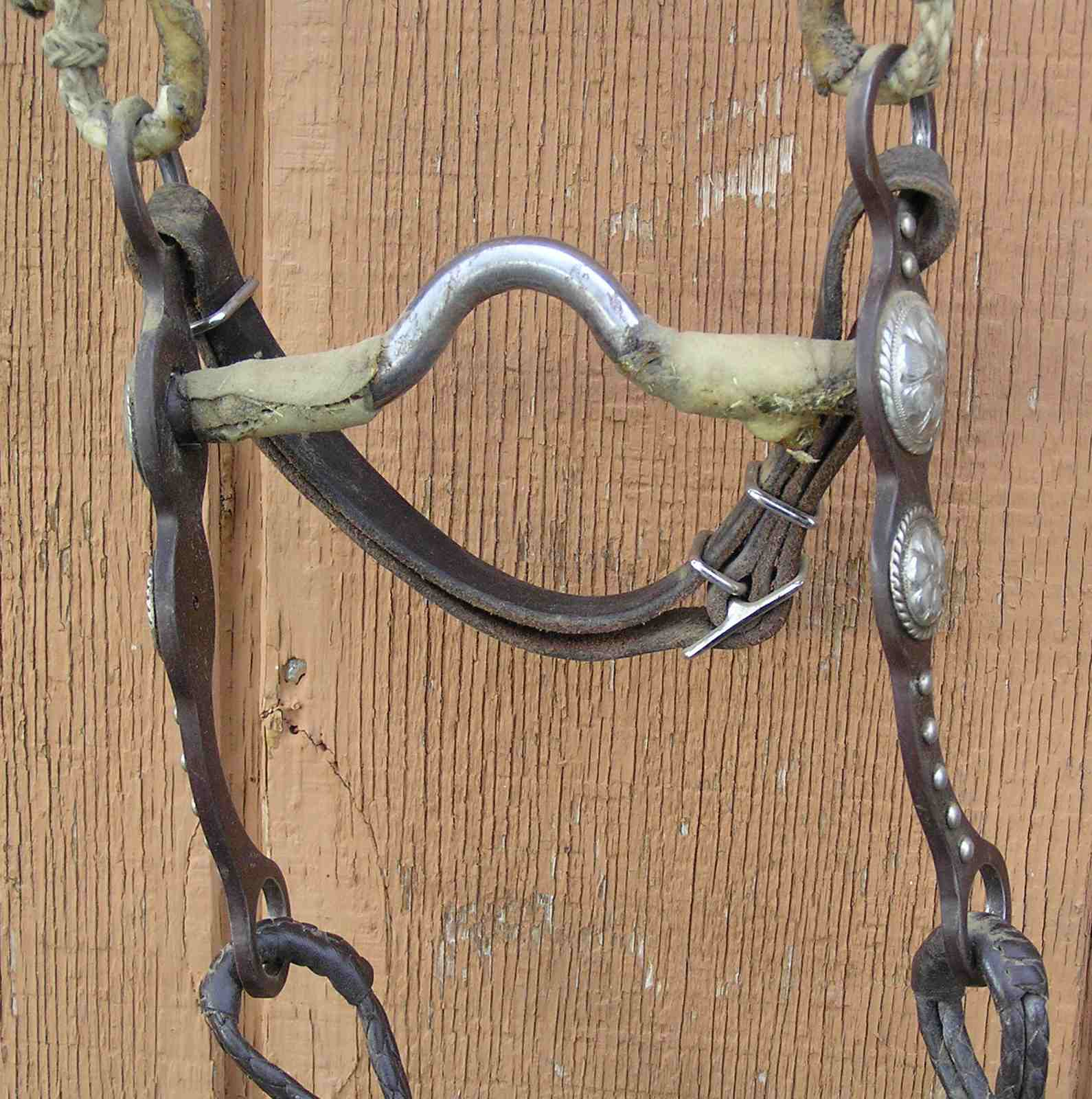
Morso a cordolo in stile western